# Salacia (dier)
Salacia is een geslacht van hydroïdpoliepen uit de familie Sertulariidae. Dit geslacht werd in 1816 voor het eerst wetenschappelijk beschreven door Jean Vincent Félix Lamouroux.

## Soorten
Deze lijst van 22 stuks is mogelijk niet compleet.
- S. alata (Watson, 2000)
- S. alba (Fraser, 1911)
- S. bicalycula (Coughtrey, 1876)
- S. bidentata (Watson, 2000)
- S. coronata (Allman, 1874)
- S. desmoides (Torrey, 1902)
- S. disjuncta (Millard, 1964)
- S. distans (Bale, 1914)
- S. farquhari (Bale, 1924)
- S. flavidula (Watson, 2000)
- S. fraseri (Calder, 1991)
- S. hexodon (Busk, 1852)
- S. macer (Vervoort & Watson, 2003)
- S. masser (Vervoort & Watson, 2003)
- S. obliquanoda (Mulder & Trebilcock, 1914)
- S. punctagonangia (Hargitt, 1924)
- S. pyriformis (Fraser, 1936)
- S. sibogae (Billard, 1924)
- S. sinuosa (Bale, 1884)
- S. spiralis (Trebilcock, 1928)
- S. tetracythara (Lamouroux, 1816)
- S. variabilis (Marktanner-Turneretscher, 1890)